# Ryŏngt’ong sa
Ryŏngt’ong sa (령통사) – koreański klasztor buddyjski szkoły ch’ŏnt’ae w prowincji Hwanghae Północne.

## Historia klasztoru
Klasztor został założony w 1027 roku na górze Ogwan w pobliżu miasta Kaesŏng w Korei Północnej. Od samego początku związany był ze szkołą ch’ŏnt’ae, odpowiednikiem chińskiej szkoły tiantai. Uważa się, że był to jeden z pierwszych klasztorów tej szkoły w Korei.
W XVII wieku klasztor został zniszczony przez pożar. Dzieła zniszczenia dokończyło amerykańskie bombardowanie w czasie Wojny koreańskiej. Z oryginalnego klasztoru pozostało bardzo mało.
W klasztornej stupie znajdują się popioły Taegaka Ŭich’ŏna (1055–1101), odnowiciela tradycji ch’ŏnt’ae. Ze względu na jego królewskie pochodzenie i bliskość klasztoru od Kasesŏngu (stolicy), stał się on świątynią ściśle powiązaną z królewską rodziną.
W 2000 roku rozpoczęto odbudowę klasztoru jako wspólnego koreańskiego kulturalnego projektu. Po pięciu latach pracy restaurację zakończono 31 października 2005 roku. Koszt odbudowy klasztoru wyniósł 5 miliardów wonów (około 42 milionów USD) i został pokryty przez stronę południowokoreańską.
W czerwcu 2007 roku odbyła się w klasztorze uroczystość, na którą przybyło 500 pielgrzymów buddyjskich z Korei Południowej, jak również pewna liczba wyznawców i oficjeli ze strony Korei Północnej. Zaplanowano dalsze pielgrzymki, które będą liczyły po 2000 osób. Ri Chang Dok z północnokoreańskiej Rady Narodowego Pojednania powiedział m.in.: "Otwieramy drzwi dla pielgrzymek w odpowiedzi na życzenie buddyjskich wiernych z Południa".

## Obiekty architektoniczne
Zrekonstruowany klasztor składa się z 26 budynków zajmujących na ponad 4 tysiące metrów kwadratowych.
Główna część klasztoru składa się z dwóch części: dziedzińca zachodniego i wschodniego. Wchodzi się Bramą Południową, przed którą znajdują się oryginalne kamienne słupy flagowe. Tuż za bramą znajduje się plac, na którym wznosi się stela poświęcona T’aegakowi, postawiona w roku 1125. Jest Narodowym Skarbem nr 155. Z tego miejsca można dojść do Bram Środkowej i Wschodniej. Brama Środkowa znajduje się dokładnie naprzeciwko Bramy Południowej i prowadzi do dużego Zachodniego Dziedzińca. Największym budynkiem jest tu Pogwang – "Budynek Powszechnego Światła" - główny budynek klasztoru.
Na prawo od Bramy Wschodniej znajduje się mniejszy dziedziniec, na którego końcu znajduje się budynek Pojo – "Budynek Powszechniej Czystości" – poświęcony różnym bodhisattwom.
Przed budynkiem Pogwang znajdują się trzy stupy – dwie trzykondygnacyjne (4,1 metra i 4,4 metra wysokości) i jedna pięciokondygnacyjna (5,5 metra wysokości). Są one wyrzeźbione w piaskowcu. Wszystkie pochodzą z okresu Koryŏ. Stupy te są Narodowym Skarbem nr 133.
Bezpośrednio za budynkiem Pogwang znajduje się budynek Ch'unggak – miejsce medytacji i wykładów. Jest ono udekorowane portretami wybitnych mnichów buddyjskich.
Za tym budynkiem znajdują się dwie bramy wiodące do tylnego dziedzińca klasztoru, gdzie stoi budynek Sungbok. Dawniej mieszkali w nim klasztorni mnisi.
Za głównym budynkiem klasztoru, na zboczu góry, znajduje się budynek Kyŏngsŏn. Jest to świątynia poświęcona T’aegakowi. Przed nią stoi stupa, która zawiera jego popioły.
Dachy głównych budynków w klasztorze są ozdobione ceramicznymi ornamentami w kształcie ryb. Wierzy się, że zabezpieczają one klasztor przed ogniem i złem.

## Adres klasztoru
- Ryŏngt’ong sa, Ogwan san, Kaesŏng, Hwanghaebuk